# خسوف القمر يونيو 2020
خسوف شبه الظل حدث يوم 5 يونيو 2020، وهو الخسوف الثاني بين أربعة حصلت في نفس العام.

## المشاهدة
تمت مشاهدة الخسوف في أغلب أجزاء أوروبا (ما عدا إسكندنافيا الشمالية)، وآسيا (ما عدا أقصى الشرق الروسي)، وأفريقيا، وأستراليا، والأجزاء الشرقية من أمريكا الجنوبية والقطب الجنوبي، استمر الخسوف 198 دقيقة (3 ساعة و18 دقيقة) وغطت عتمة طفيفة نصف قرص القمر تقريبًا، بدأ القمر دخول منطقة شبه ظل الأرض عند الساعة 17:45 (ت ع م) ووصل ذروته عند 19:25 (ت ع م) وخرج كليًا في 21:04 (ت ع م).
هذا الخسوف جزء من دورة الساروس رقم 111.
| مناطق رؤية الخسوف |

## معرض الصور

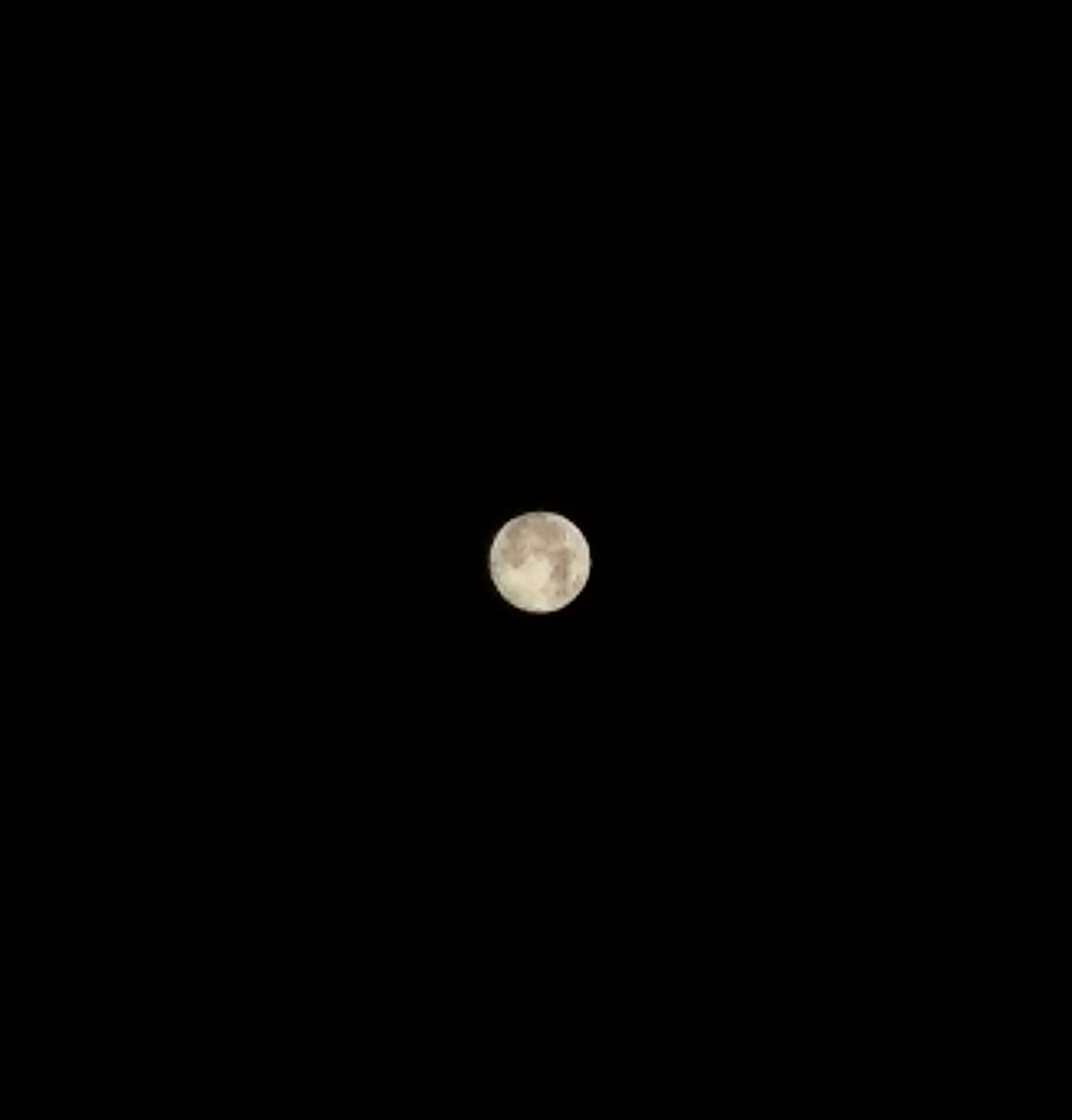
سان خوسيه ديل مونتي، الفلبين الساعة 18:51 (ت ع م).
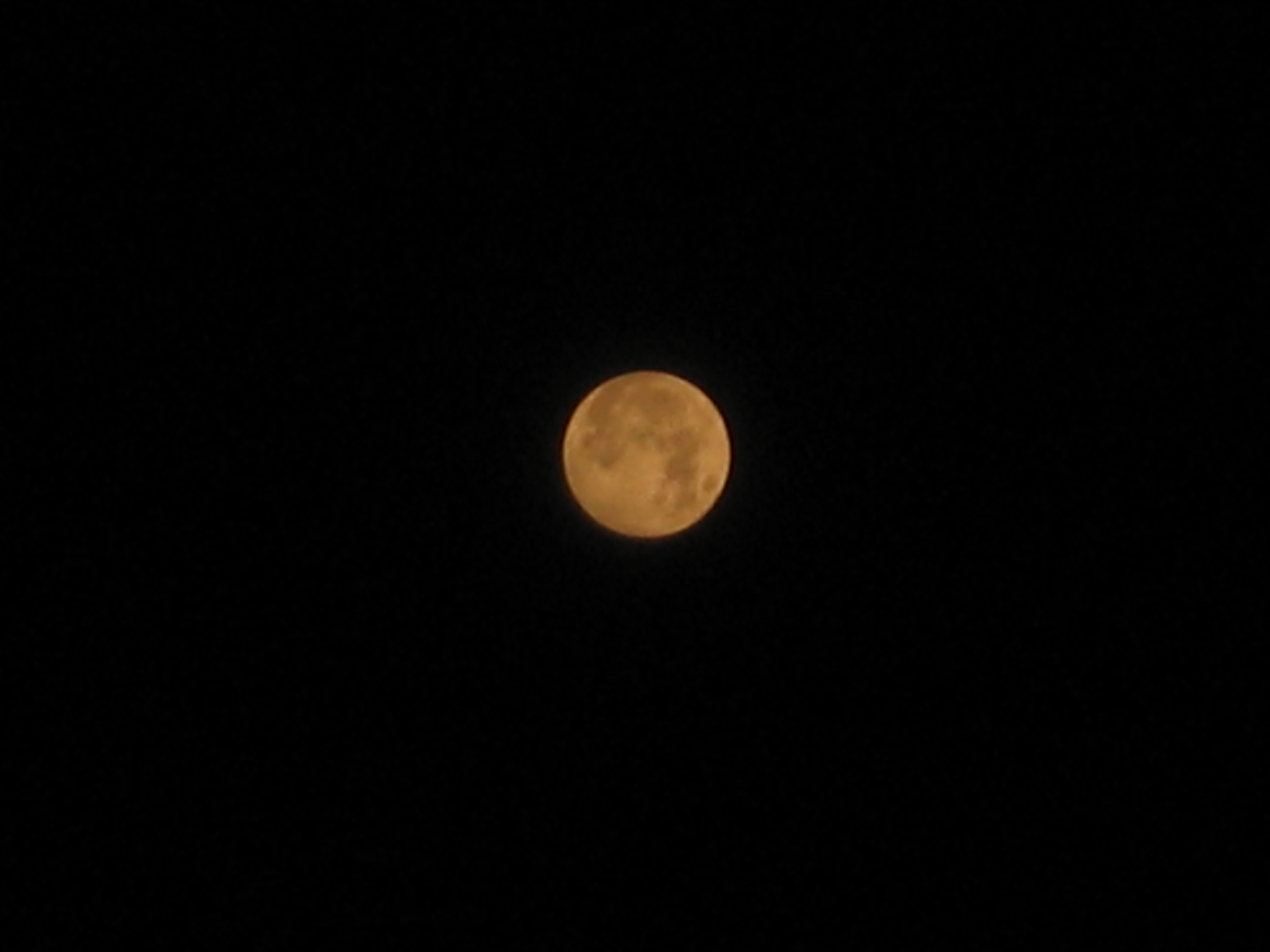
خفي، الصين الساعة 19:25 (ت ع م).
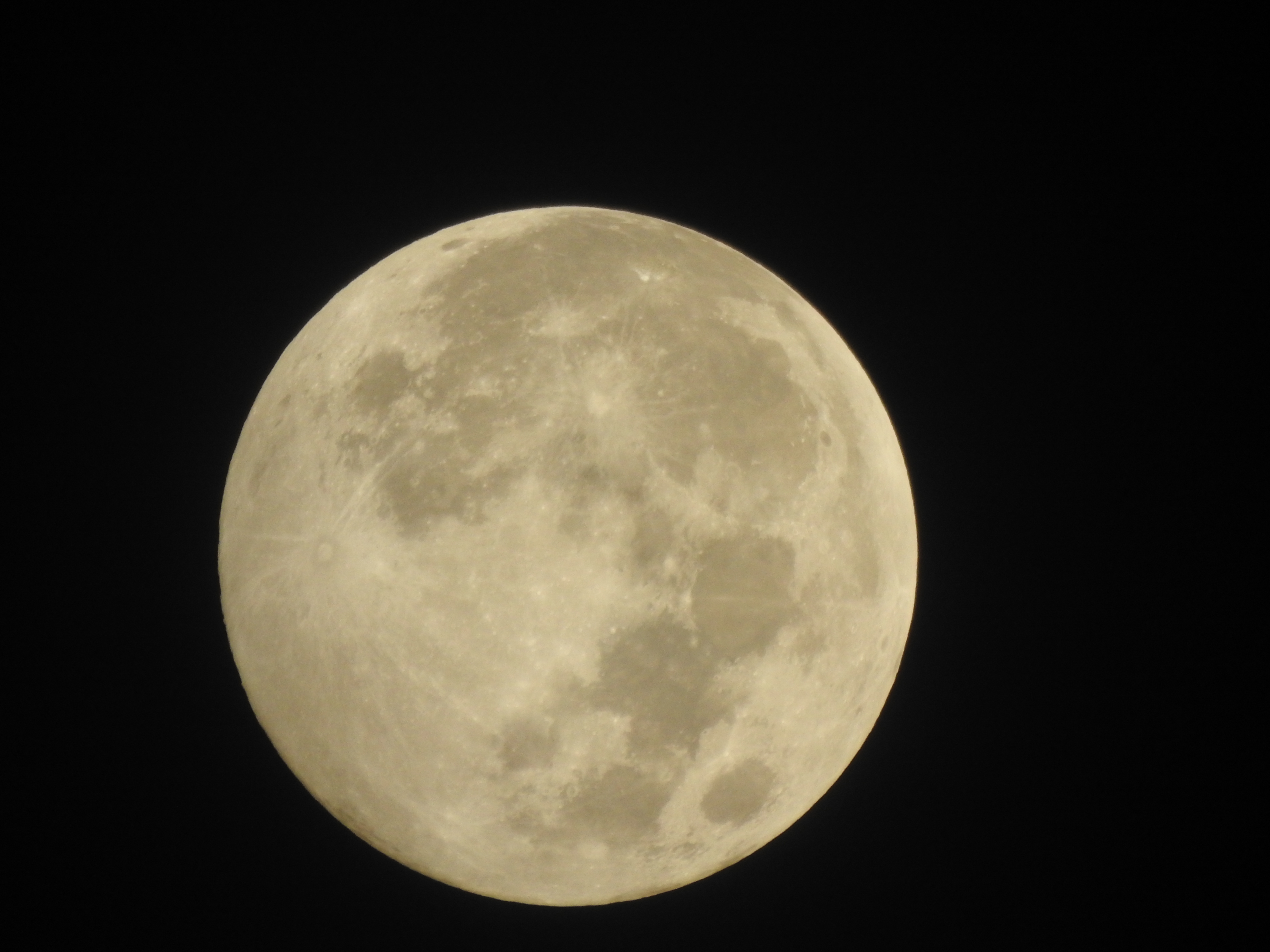
سورابايا، إندونيسيا الساعة 19:25 (ت ع م).
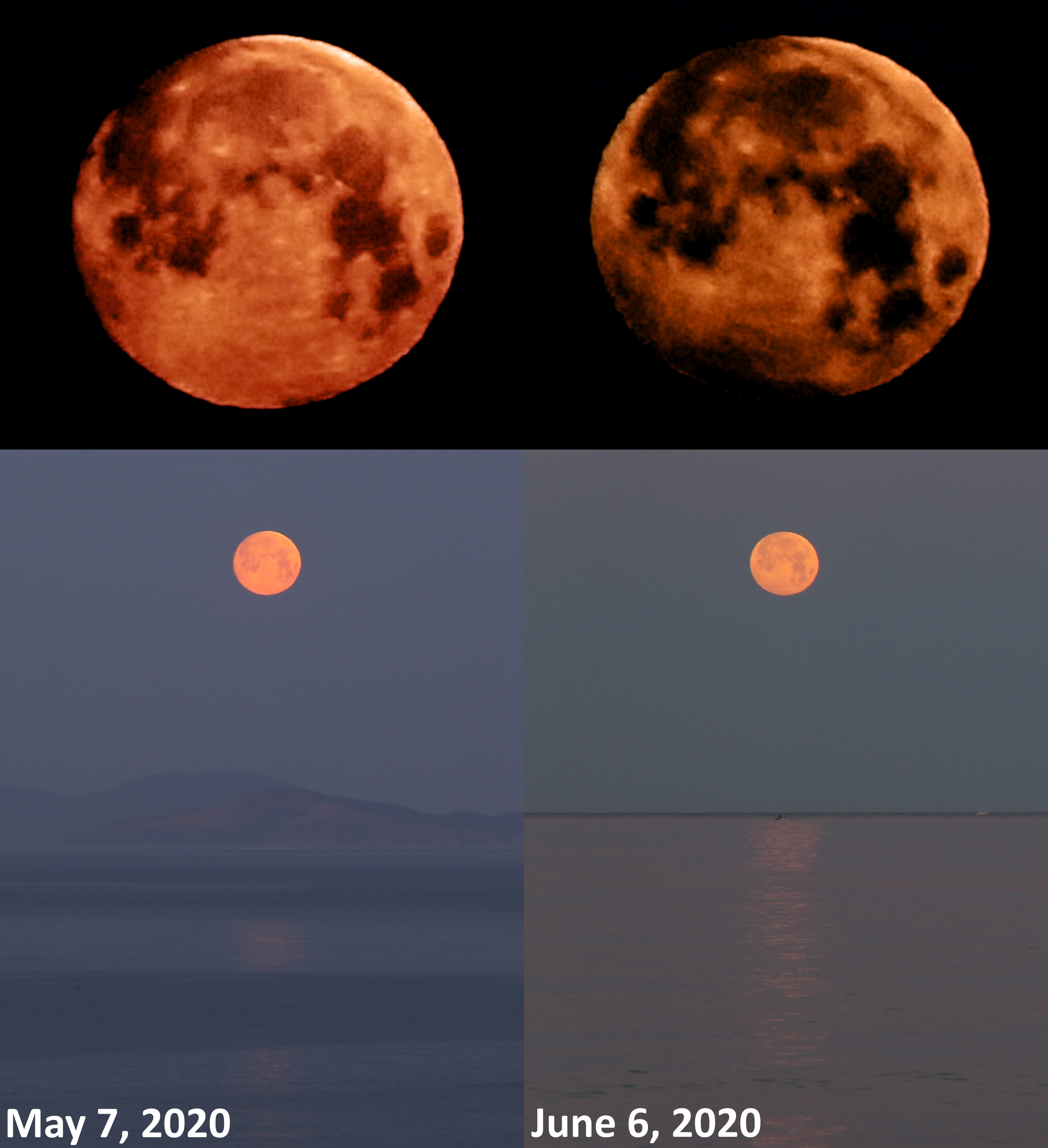
ناخودكا، روسيا الساعة 19:26 (ت ع م).
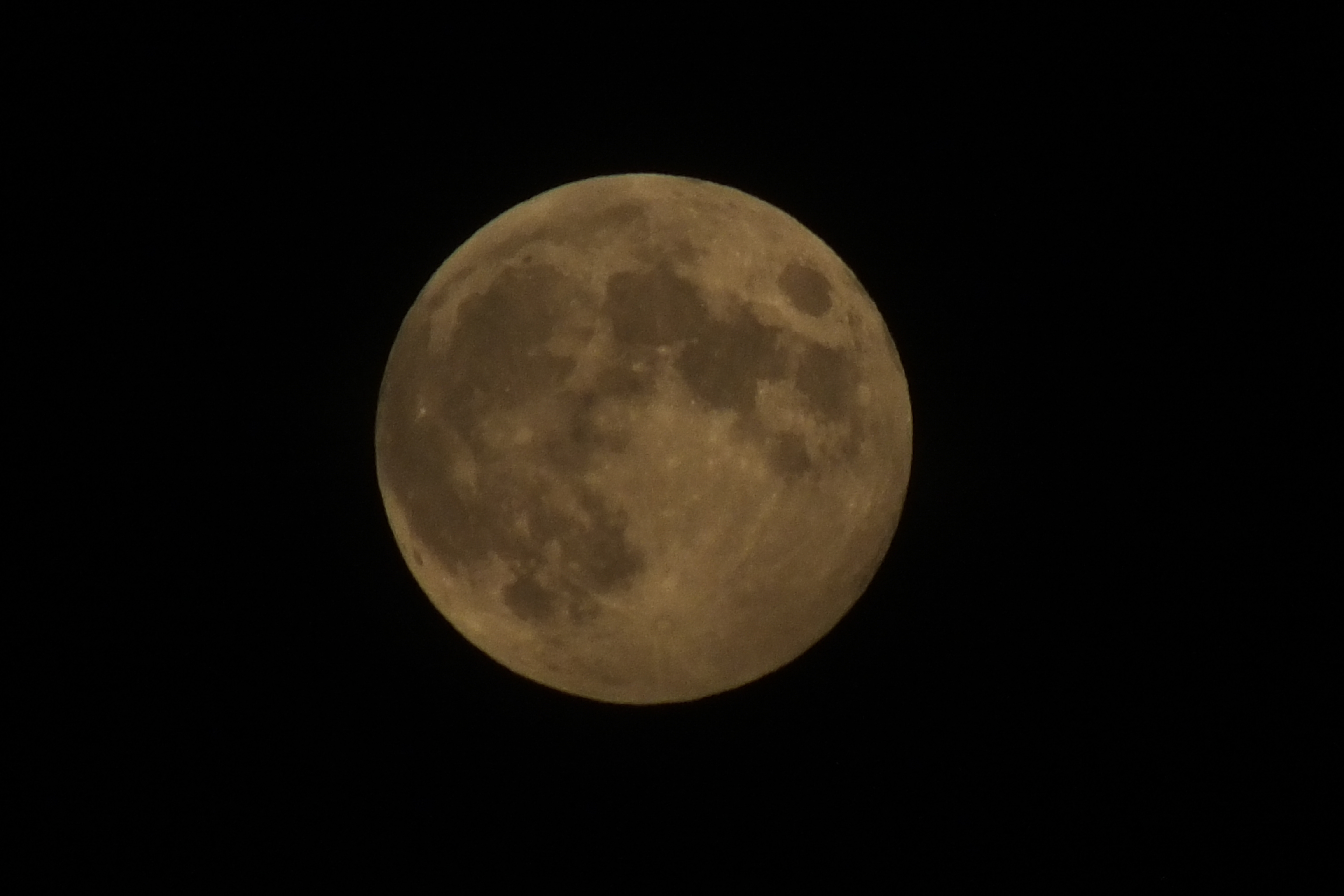
موسكو، روسيا الساعة 19:33 (ت ع م).
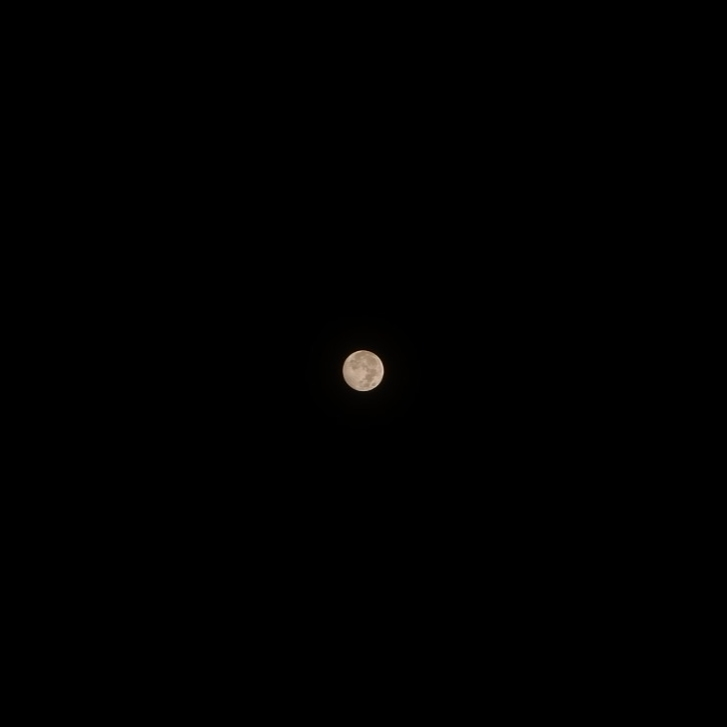
سيبو، إندونيسيا الساعة 19:39 (ت ع م).
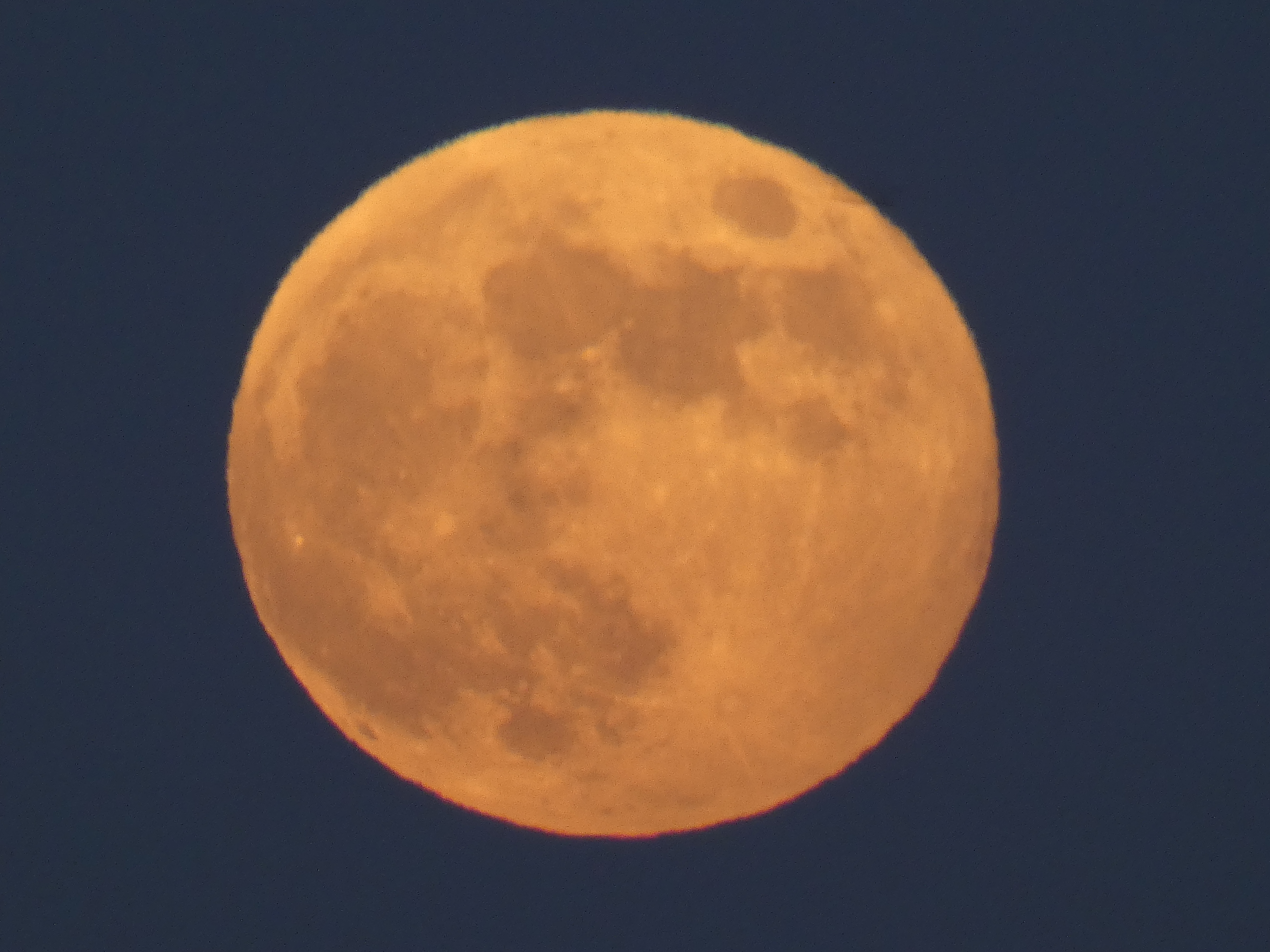
لوغرونيو، إسبانيا الساعة 19:56 (ت ع م).

## طالع أيضًا
- قائمة خسوفات القمر في القرن 21
- قائمة خسوفات القمر في القرن 20
- خسوف القمر يوليو 2020
- خسوف القمر نوفمبر 2020
- خسوف

## روابط خارجية
- تفاصيل الخسوف
- مخطط خسوف 05 يونيو 2020، ناسا